# Jungfrulinsväxter
Jungfrulinsväxter (Polygalaceae) är en familj inom gömfröväxterna med 21 släkten och cirka 940 arter. De förekommer i hela världen utom på Nya Zeeland och Antarktis. I Sverige finns bara släktet jungfrulinsläktet (Polygala). 
Familjen innehåller örter, lianer, buskar och träd som har enkla, strödda blad. Blomställningarna är toppställda eller kommer i bladvecken, de är ibland uppbyggda som en vippa. Foderbladen är fem, fria eller sammanväxta. De tre yttre är vanligen gröna, medan se två inre är färgade och kronbladslika. Kronbladen är fem även om några ibland är tillbakabildade. Det mellersta kronbladet är ofta ombildat till en köl eller en fransig läpp. Frukten kan vara en kapsel eller bärliknande.